# Oposició Obrera
L'Oposició Obrera (en rus: Рабочая оппозиция) era una facció del Partit Comunista Rus creada el 1920 que defensava el paper dels sindicats en la indústria, la presència d'obrers en llocs de decisió al partit i govern, i la plena llibertat per a criticar el partit davant la seva resistència a crítiques i propostes de reforma, inclús dins del mateix partit. En el 9è Congrés del Partit Comunista Rus (bolxevics) van proposar juntament amb l'altra facció del partit, anomenada centralista democràtica, una reforma del partit, que tendia a la centralització i burocratització. El grup estava dirigit per Aleksandr Xliàpnikov, Sergei Medvedev, Alexandra Kol·lontai i Yuri Lutovinov. Va existir oficialment fins al març de 1921 quan es va veure obligat a dissoldre pel 10è Congrés, i de manera semiclandestina fins al següent 11è Congrés de 1922, on els seus membres van estar a punt de ser depurats.